# Epulotheres
Epulotheres is een geslacht van kreeftachtigen uit de klasse van de Malacostraca (hogere kreeftachtigen).

## Soort
- Epulotheres angelae Manning, 1993